# Jao császár
Jao (Yao) császár nagy bölcsességű, legendás kínai uralkodó az öt császár korában. Ku császár és felesége, Csing-tu (Qingdu) 慶都 fia, Cse (Zhi) császár öccse volt, aki elhunyt fivérét követte a trónon, és a történeti hagyomány szerint 100 évig (kb. i. e.2333-tól kb. i. e. 2234-ig) uralkodott. A trónját nem akarta rossz erkölcsű fiára, Tan-csu (Danzhu)ra hagyni, hanem inkább, még életében átengedte azt Sun (Shun)nak, akihez két lányát is feleségül adta. Uralkodására a későbbi konfuciánus hagyomány a korai kínai történelem „aranykoraként” gyakorta hivatkozott.

## Származása, nevei
Jao (Yao) császár Ku császár és egyik felesége, bizonyos Csing-tu (Qingdu) 慶都 gyermekeként született, a modern rekonstruált kronológia szerint i. e. 2324-ben. Anyja a tűz istenének, Huo-ti (Huodi) 火帝 (más legendaváltozat szerint Jen-ti (Yandi)nek) volt a lánya. Fivére, Cse (Zhi) Ku császár, Csang-ji (Changyi) 常儀 nevű feleségétől született, így tehát vele féltestvérek voltak. Így ő a Sárga Császár egyik ükunokája.
Jao (Yao) császár családneve (hszing (xing) 姓) Ji-csi (Yiqi) 伊祁, vagy csak egyszerűen Csi (Qi) 祁 volt, a nemzetségneve (si (shi) 氏) Tao-tang (Taotang) 陶唐, a személyneve (ming 名) pedig Fang-hszün (Fangxun) 放勳 volt. Mivel örökül kapott birtokai Tangban 唐 voltak, olykor a Tang-béli Jao (Yao), vagyis Tang Jao (Yao) 唐堯 néven is hivatkoznak rá.

## Alakja, legendái
A későbbi konfuciánus hagyomány egyik legbölcsebb, példaértékű legendás uralkodójának már fogantatása is csodálatos körülmények között történt. Amikor anyja egy folyó forrásánál sétált, a folyóból kiemelkedő vörös sárkányra (cse lung (chi long) 赤龍) lett figyelmes. A sárkány hátán egy vörös öltözéket viselő férfi képmása volt látható, akinek ragyogó szépségű arca, hosszú bajsza és nyolcszínű szemöldöke volt. Ekkor hirtelen sötét vihar kerekedett Csing-tu (Qingdu) pedig egyesült a sárkánnyal. A legenda szerint ebből a nászból született Jao (Yao), aki a sárkány hátán látott szépséges férfiú képmására hasonlított.
A nyolcszínű szemöldök a konfuciánus értelmezések szerint a bölcsességére utaló nyilvánvaló jel, mert aki ilyennel rendelkezik, az nyomon tudja követni az égitestek mozgását. Létezik olyan forrás is, amelyik szerint Jao (Yao)nak három pupillája volt, ami ugyancsak a konfuciánus kommentárok szerint az éberségét jelképezi.
Uralkodását szerencsés jelek sokasága kísérte. Palotájában a fű, kalászos gabonává változott, udvarában főnixek telepedtek meg, a lépcsőin pedig olyan csodálatos fa nőtt, amely a hónap első napjától a hónap közepéig minden nap hozott egy gyümölcsöt, majd pedig a hónap közepétől az utolsó napig minden nap lehullatott egyet. Egy másik csodálatos fa, amelyik a konyhájában nőtt, a helyiségeket hűtötte a nyári melegben.
A források kiemelik Jao (Yao) végtelen szerénységét és mértékletességét. Télen szarvasbőr öltözékkel védte magát, nyáron pedig egyszerű kenderruhát viselt, és cserépedényekből evett-ivott. Legfőbb feladatának azt tekintette, hogy gondoskodjék az égalatti valamennyi szenvedő emberéről.
A történetírói hagyomány szerint húszéves volt, amikor rosszul kormányzó, elhunyt bátyja után megörökölte a trónt, ő maga pedig száz évig uralkodott. Mivel nem akarta, hogy mihaszna, semmirekellő fia, Tan-zhu (Danzhu) lépjen az örökébe, lemondott az uralkodásról, és trónját inkább átengedte Sun (Shun)nak, akihez két lányát, O-huan (Ehuang)ot és Nü-jing (Nüying)et is feleségül adta.
A hagyomány szerint a nevéhez fűződik, a bekerítős sakk (vej-csi (weiqi) 圍棋) feltalálása, amelyet azért tanított meg léha erkölcsű fiának, hogy ezáltal is helyes útra terelje.